# Regionalflughafen Salina

i7
i11
i13
Der Salina Regional Airport (IATA-Code: SLN, ICAO-Code: KSLN) ist ein öffentlicher Flughafen auf 393 m Seehöhe, 5 km südwestlich von Salina, Saline County, Kansas, in den Vereinigten Staaten. Die Fläche des Flughafens beträgt 1158 ha. Er hat vier Asphaltpisten, mit 3749 m, 1984 m, 1311 m und 1112 m Länge.

## Geschichte
Der Bau von Flugplätzen während des Zweiten Weltkriegs führte zum Bau des Smoky Hill Army Airfield auf 2.600 Acres (etwa 1052 ha) südwestlich des Stadtgebiets von Salina, Baubeginn war im Mai 1942, die ersten Boeing B-17-Bomber kamen noch im selben Jahr. Die Basis wurde im Januar 1948 in Smoky Hill Air Force Base umbenannt. Im Jahre 1957 wurde die Basis erneut umbenannt, diesmal in Schilling Air Force Base, zu Ehren von Col. David C. Schilling. Am 19. November 1964 gab das US-Verteidigungsministerium bekannt, dass Schilling geschlossen wird. Die Basis wurde schließlich am 30. Juni 1965 geschlossen. Bis Mai 1965 wurde die Salina Airport Authority gegründet und die Umwandlung der Schilling Air Force Base in den Salina Regional Airport und das Salina Airport Industrial Center begann.
Salina erhielt seinen ersten Linienflugdienst in den frühen 1930er Jahren von United States Airways (keine Verbindung zur heutigen US Airways), die einen Metal Aircraft Flamingo auf einer Luftpostroute zwischen Denver und Kansas City flogen und in Goodland, Salina, und Topeka (Kansas), Halt machten. Diese Route wurde um 1933 eingestellt und der Flugdienst kehrte erst 1949 nach Salina zurück. Continental Airlines begann dann 1949 mit Douglas DC-3 in Salina anzuhalten, ebenfalls auf einer Strecke zwischen Denver und Kansas City, und machte bis zu zehn kleinere Stopps in Städten in ganz Colorado und Kansas. Der Dienst von Continental dauerte bis 1961. Central Airlines ersetzte Continental 1961, ebenfalls mit DC-3, aber später mit Convair 240- und Convair 600-Flugzeugen aufgerüstet. Im Jahr 1967 fusionierte Central mit Frontier Airlines, die Convair 580 einsetzten. Diese führte Anfang 1978 Boeing 737-Jets auf Flügen nach Denver und Chicago nach Salina ein, wobei letztere unterwegs drei Zwischenstopps einlegten. Die Chicago-Flüge wurden später durch Flüge nach Kansas City ersetzt, und Frontier flog bald alle 737-Jets bis zu viermal täglich durch Salina. Alle Frontier-Dienste endeten am 6. Januar 1983. 
Air Midwest begann Ende der 1960er Jahre mit dem Flugdienst nach Salina als Lufttaxi, mit Flügen nach Wichita mit Cessna 402. Die Fluggesellschaft stellte den Dienst für einige Jahre ein und kehrte dann von 1972 bis 1976 mit Flügen nach Kansas City und Wichita mit Beechcraft 99 zurück. Air Midwest kehrte 1983 erneut zurück, um den Dienst von Frontier durch Flüge nach Denver, Kansas City und Wichita mit Fairchild Swearingen Metroliners zu ersetzen. Die Denver-Flüge wurden jedoch bald eingestellt. 1986 begann Air Midwest eine Reihe von Codeshare-Beziehungen mit großen Fluggesellschaften, die Zubringerflüge im Auftrag einer großen Fluggesellschaft durchführten: 1986–1988 als Eastern Express nach Kansas City mit Metrolinern sowie Saab 340-Flugzeugen, 1988–1989 als Braniff Express nach Kansas City mit Metrolinern, 1990–1991 als Trans World Express (im Auftrag von TWA) nach St. Louis mit Zwischenstopp in Manhattan (Kansas), mit Embraer 120 Brasilia und 1991–2008 als USAir Express nach Kansas City mit Beechcraft 1900 Flugzeugen. Der gesamte Air Midwest-Dienst endete Mitte 2008. Capitol Air Service bot von 1982 bis 1988 einen einzigen täglichen Flug nach Kansas City mit Zwischenstopps in Manhattan und Topeka an. Die Fluggesellschaft verwendete de Havilland Canada DHC-6 Twin Otter und operierte in den letzten zwei Jahren als Braniff Express.
Great Lakes Airlines bediente Salina erstmals kurzzeitig in den Jahren 2000–2001 und operierte als United Express mit Flügen nach Hays und  Denver mit Beechcraft 1900Ds. Die Fluggesellschaft kehrte 2008 zurück und ersetzte den Dienst von Air Midwest nach Kansas City bis 2010. SeaPort Airlines kam 2010 nach Salina und ersetzte Great Lakes durch Flüge nach Kansas City. Der Dienst endete 2016. SeaPort flog zuerst Pilatus PC-12-Flugzeuge und später Cessna 208 Caravans. Great Lakes kehrte 2016 erneut zurück und ersetzte SeaPort, führte jedoch Flüge nach Denver mit Embraer 120 Brasilia durch. Great Lakes stellte 2018 ihr Geschäft ein. SkyWest Airlines der aktuelle Anbieter, der als United Express firmiert, nahm 2018 den Betrieb mit Bombardier CRJ100/200 auf. Anfänglich wurden ein täglicher Nonstop-Flug nach Chicago und zwei tägliche Flüge nach Denver mit Zwischenstopp in Hays, KS, angeboten; Der Service wurde jedoch im Jahr 2020 auf eine tägliche Nonstop-Verbindung in jede Stadt zurückgefahren. Der Flughafen wird im Rahmen des Essential Air Service-Programms angeflogen, bei dem eine einzelne Fluggesellschaft ausgewählt wird und staatliche Mittel erhält, um kleinere Gemeinden zu bedienen.

## Flugbetrieb
Im Jahre 2021 wurden 19.407 Passagiere befördert. Im Jahre 2021 haben 80.970 Flugbewegungen stattgefunden, davon 40.493 lokale Bewegungen, 10.278 Zwischenlandungen, 24.222 Air-Taxi-Flüge, 4.468 militärische Flüge und 1.509 Frachtflüge. 71 einmotorige Flugzeuge und 8 zweimotorige Flugzeuge, 4 Jetflugzeuge und 4 Helikopter waren 2021 hier stationiert.
Die wichtigste Fluggesellschaft für den Flughafen ist heute United Airlines.